# Oakley (Idaho)
Oakley – miasto w Stanach Zjednoczonych, w stanie Idaho, w hrabstwie Cassia.